# Colonia Claudia Ara Agrippinensium
Colonia Claudia Ara Agrippinensium era una colonia romana en la región de Renania, de la que procede la actual ciudad de Colonia en Alemania.
Fue capital de la provincia romana de Germania Inferior y cuartel general del ejército romano en la región. Con la reforma administrativa de Diocleciano, se convirtió en la capital de Germania Inferior. Subsisten muchos elementos de la antigua ciudad, entre los que destaca el arco de la antigua puerta de la ciudad, con la inscripción 'CCAA', que se encuentra en el Museo romano-germánico.

## Primeros poblamientos:Oppidum Ubiorum

Reconstrucción de la Colonia en el.

Una tribu germánica conocida como los eburones habitaron originalmente el territorio donde actualmente se levanta Colonia, pero fueron aniquilados en una guerra de represalia emprendida por Julio César. En 38 a. C., la tribu germánica conocida como los ubios (Ubii), que estaba establecida en la orilla derecha del Rin, fue reasentada por el general romano Marco Vipsanio Agripa en las tierras cercanas a Colonia que habían quedado desocupadas de los eburones. Esto llevó a los ubios dentro del territorio ocupado por los romanos.
Los ubios eligieron como enclave central una isla existente en el Rin. Esta isla era una elevación natural que ellos protegieron contra las inundaciones. El asentamiento debía ubicarse aproximadamente en un área entre los barrios de Heumarkt y Alter Markt de la ciudad vieja de Colonia. El asentamiento puede ser datado por hallazgos arqueológicos en la primera mitad del siglo I. El nombre supuesto del asentamiento era probablemente Oppidum Ubiorum ('establecimiento de los ubios'). La época romana de la historia de la ciudad de Colonia comienza a partir de este oppidum.

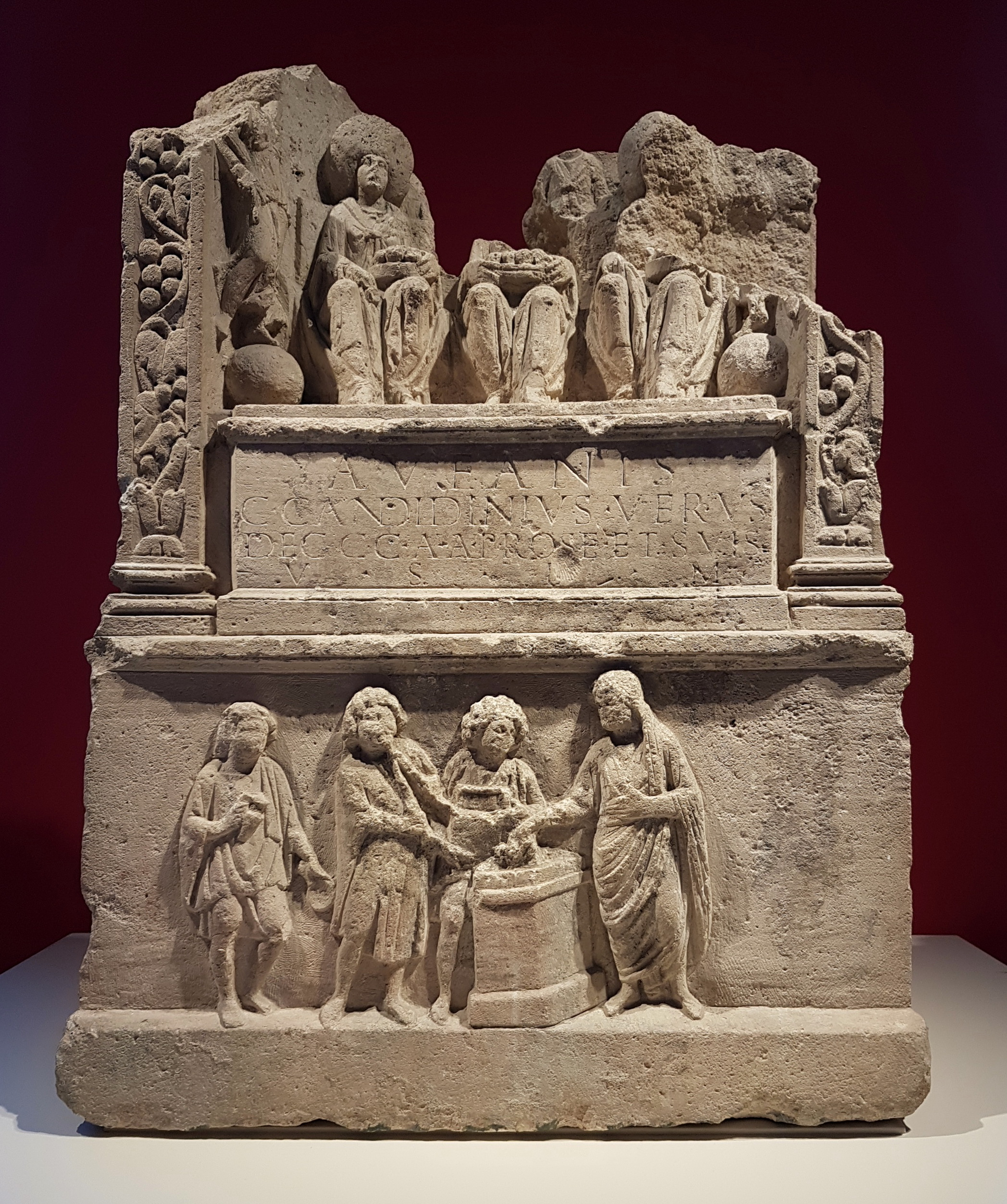
Inscripción votiva dedicada a las Matres Aufanis a mediados del por Cayo Candidinio Vero, decurión de la Colonia.

Durante el gobierno del emperador Augusto (30 a. C. al 14), se construyó dentro de la ciudad el Ara Ubiorum ('Altar de los ubios'), que fue posiblemente previsto como lugar central de culto para una provincia germánica mayor, que comprendería las tierras a través del Rin, que permanecían sin conquistar en ese momento. El noble Segimundo es mencionado como el sacerdote del Ara en el año 9. Pertenecía a la familia de Arminio, líder de los queruscos. Después de la derrota de Publio Quintilio Varo el mismo año, en la batalla del bosque de Teutoburgo, los planes para una provincia germana mayor fueron dejados a un lado. Sin embargo, el altar en sí conservó algo de su importancia y la ciudad se menciona como Ara Ubiorum en muchas inscripciones.
Entre el año 9 y el 30, el área de la actual ciudad de Colonia fue principalmente una guarnición militar. La Legio I Germanica y la Legio XX Valeria Victrix estaban estacionadas cerca. El lugar inicial del castrum romano fue conocido como Apud Aram Ubiorum ('Donde el altar de los ubios').

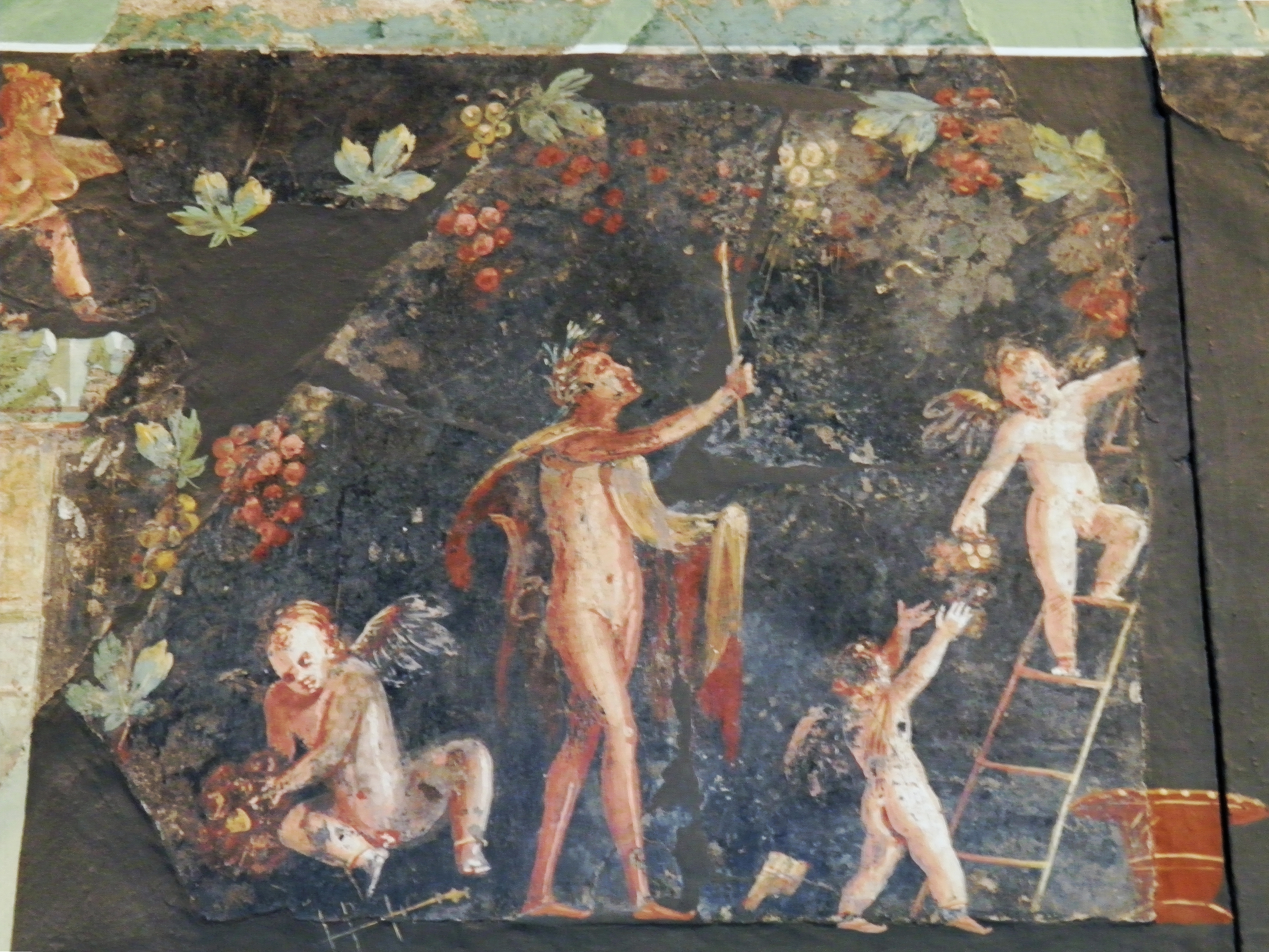
Pinturas murales de una villa de Colonia del, Museo romano-germánico.

El cuartel general de Germánico se localizó en Colonia desde el 13 al 17, cuando fue llamado por Tiberio. Después de la batalla del bosque de Teutoburgo, Germánico se había esforzado en estabilizar esta región fronteriza y llevar a cabo nuevas ofensivas contra las tribus germanas situadas en la orilla derecha del Rin. Con la muerte de Augusto en el año 14, las legiones estacionadas en Colonia se amotinaron con el objetivo de establecer a Germánico como emperador. Estas legiones probablemente se unieron con las de Xanten estacionadas en su guarnición de verano en Castrum Novasium. Germánico, sin embargo, permaneció leal a Tiberio, que era el heredero al trono, disuadió a las legiones de declararlo emperador y al mismo tiempo aplacó a los amotinados con generosas concesiones.
La Legión I fue posteriormente destinada a Bonna (actual Bonn) y la Legión XX a Castrum Novaesium.

## Colonia romana
Agripina la Menor nació en el año 15 en la Colonia Claudia Ara Agrippinensium. Era hija de Germánico y contrajo matrimonio con el emperador romano Claudio, que fue quien otorgó a la colonia el estatus de «ciudad» bajo el derecho romano. Una colonia romana tenía muchos más derechos imperiales que un oppidum. En esa época, la ciudad se convirtió en la capital administrativa de Germania Inferior.[cita requerida]

## Capital de la provincia deGermania Inferior
Entre 85 y 90, el emperador Domiciano transformó el distrito militar de Germania Inferior provincia romana con su mismo nombre, con lo que el comandante del distrito se transformó en gobernador provincial de Germania inferior, y, además, la capital fue colocada en Colonia. Está decisión contribuyó notablemente al crecimiento demográfico de la ciudad y redundo también en su conversión en un centro económico de primer orden, vertebrando el comercio romano en todo el limes del Rin y también hacia el territorio más allá de las fronteras romanas en la Germania libera. Así, a lo largo del siglo II, la ciudad consiguió alcanzar la cifra de unos 20 000 habitantes, de los cuales 15 000 vivían en el interior de las murallas y otros 5 000 en los suburbios a extramuros. La evolución de Colonia tuvo mucho que ver con los casi 200 años de pax romana y solamente se vio truncada por el estallido de la crisis del siglo III.